# Buddy Hackett
Buddy Hackett, född 31 augusti 1924 i Brooklyn, New York, död 30 juni 2003 i Los Angeles, Kalifornien, var en amerikansk komiker och skådespelare.
Buddy Hackett var mest känd som nattklubbskomiker, men han har haft en del filmroller, till exempel spelar han Tennessee Steinmetz i Gasen i botten, Herbie och på senare år hade han mindre roller, bland annat i filmen Paulie (1998), där han spelar pantbanksägaren Artie. Han hade även en gästroll i ett avsnitt av TV-serien Lagens änglar, där han spelade sig själv.

## Filmografi i urval
- Alle man på däck (1961)
- Music Man (1962)
- Bröderna Grimms underbara värld (1962)
- En ding, ding, ding, ding värld (1963)
- Hollywood Squares (1967-1974)
- Gasen i botten, Herbie (1968)
- You Bet Your Life (1980)
- Den lilla sjöjungfrun (1989)
- Lagens fiskar (1992)
- Paulie (1998)